# Ђет (Торино)
Ђет је насеље у Италији у округу Торино, региону Пијемонт.
Према процени из 2011. у насељу је живело 8 становника. Насеље се налази на надморској висини од 1057 м.